# USS LST-273
O USS LST-273 foi um navio de guerra norte-americano da classe LST que operou durante a Segunda Guerra Mundial.